# Jamie Tarses
Sara James Tarses (Pittsburgh, 19 de marzo de 1964 - 1 de febrero de 2021) fue una productora de televisión estadounidense y exejecutiva de un estudio de televisión. Tarses fue la presidenta de ABC Entertainment de 1996 a 1999, la primera mujer y una de las personas más jóvenes en ocupar un puesto de este tipo en una cadena de televisión estadounidense.

## Primeros años
Tarses nació en Pittsburgh, Pensilvania; hija del escritor de televisión Jay Tarses y Rachel Tarses (de soltera Newdell). Tiene una hermana menor, Mallory Tarses, escritora de ficción y profesora de inglés de secundaria, y un hermano menor, Matt Tarses, productor y guionista (The Goldberg, Scrubs, Sports Night).
Tarses se graduó del Williams College en 1985 con una licenciatura en teatro.

## Carrera

### Casting y producción
Después de graduarse de la universidad, Tarses se convirtió en asistente del ejecutivo de talentos en la temporada 1985-1986 de Saturday Night Live. Luego pasó a trabajar como directora de casting para Lorimar Productions.

### Ejecutiva de red
En septiembre de 1987, Tarses fue contratado por Brandon Tartikoff de NBC Productions como Gerente de Asuntos Creativos. Tarses trabajó de manera constante en varios puestos ejecutivos avanzados en la NBC hasta 1996. En la NBC, Tarses ayudó a desarrollar Friends y Mad About You.
En 1991, Tarses transmitió el programa piloto de su padre sobre músicos de jazz llamado Baltimore.
Dejó la NBC en 1996 en medio de una gran cantidad de prensa. De 1996 a 1999, Tarses fue presidente de ABC Entertainment.
Tarses fue objeto de un notable "perfil poco halagador" escrito por Lynn Hirschberg en el New York Times en julio de 1997 en el que Tarses "fue retratado como un ejecutivo en batalla cuya competencia y profesionalismo estaban siendo cuestionados en los círculos del mundo del espectáculo de Hollywood".
Amanda Peet, quien interpretó a Jordan McDeere, directora de la cadena ficticia NBS en el programa de la NBC Studio 60 en Sunset Strip, ha dicho que su personaje estaba "basado libremente" en Tarses. Un borrador del guion de Studio 60 tenía al personaje de Amanda Peet llamado "Jamie".
Tarses fue consultor de Studio 60. Cuando fue vicepresidenta senior de series en horario estelar de la NBC, tuvo un papel importante en el desarrollo de Friends y Wings, protagonizada por los actores de Studio 60 Matthew Perry y Steven Weber, respectivamente.

### Productora
En 2005, Tarses se asoció en una compañía de producción llamada Pariah Productions con el productor Gavin Polone.
Tarses tiene actualmente una compañía de producción llamada FanFare Productions en Sony Pictures Television.
Tarses fue coproductora de My Boys, un programa de televisión de comedia sobre una reportera deportiva protagonizada por Jordana Spiro, en la red de televisión por cable TBS desde el 28 de noviembre de 2006 hasta el 14 de septiembre de 2010. En 2010, Tarses fue productor ejecutivo de varias series de televisión, incluidas Mr. Sunshine, Happy Endings y Franklin & Bash.

## Vida personal
Tarses se casó con el ejecutivo de televisión de DreamWorks SKG, Dan McDermott, en 1993. Se divorciaron en 1996.
Formó parte de la junta asesora de directores de Young Storytellers, una organización sin fines de lucro de educación artística con sede en Los Ángeles.
Tarses sufrió un derrame cerebral en el otoño de 2020 y murió por complicaciones de un paro cardíaco el 1 de febrero de 2021.

## Filmografía

### Series de Televisión
- 1985-1986: Saturday Night Live - Personal de producción (18 episodios).
- 1987-1988: Perfect Strangers - Director de casting (12 episodios).
- 2006-2007: Studio 60 on the Sunset Strip - Consultant (13 episodios).
- 2006-2010: My Boys - Productor ejecutivo (37 episodios).
- 2009-2011: Hawthorne - Productor ejecutivo (24 episodios).
- 2011: Mad Love - Productor ejecutivo (13 episodios).
- 2011: Mr. Sunshine - Productor ejecutivo (6 episodios).
- 2011-2013: Happy Endings - Productor ejecutivo (57 episodios).
- 2011-2014: Franklin & Bash - Productor ejecutivo (30 episodios).
- 2012: Made in Jersey - Productor ejecutivo (6 episodios).
- 2012-2014: Men at Work - Productor ejecutivo (31 episodios).
- 2013: Bastards - Productor ejecutivo.
- 2014: Really - Productor ejecutivo (1 episodio).
- 2014-2015: Marry Me - Productor ejecutivo (17 episodios).
- 2014: Cuz-Bros - Productor ejecutivo.
- 2015: Your Family or Mine - Productor ejecutivo.
- 2017: The Mayor - Productor ejecutivo.

### Televisión y películas
- 2001: Tikiville - Productor ejecutivo.
- 2003: Crazy Love - Productor ejecutivo.
- 2004: Americana - Productor ejecutivo.
- 2004: Nevermind Nirvana - Productor ejecutivo.
- 2006: The Angriest Man in Suburbia - Productor ejecutivo.
- 2006: Más, paciencia - Productor ejecutivo.
- 2007: Primeval - Productor ejecutivo.
- 2007: Backyards & Bullets - Productor ejecutivo.
- 2008: Held Up - Productor ejecutivo.
- 2009: Eva Adams - Productora ejecutiva.
- 2010: Held Up - Productor ejecutivo.
- 2012: Happy Valley - Productor ejecutivo.
- 2014: Duty - Productor ejecutivo.